# 林道乾
林 道乾（りん どうけん、拼音: Lín Dàoqián, タイ語: ลิ้มโต๊ะเคี่ยม, 生没年不明）は、明代の海賊で、後にパタニ王国のラージャ・ビル時代の高官となった中国人。生没年は明らかではないが、16世紀初頭の生まれと言われる。中国華南地方出身で、福建省か広東省あたりの生まれと言われ、その家系も福建人とも潮州人とも言われている。

## 概要
伝説によれば、林道乾は幼少時代から武芸に秀でていたという。のちに成人すると無頼漢を集め武装集団を組織し、海賊として福建省泉州一帯を盛んに荒らし回りはじめた。のちにこの一帯の海賊の頭目であった汪直が死ぬと、その配下にあった幾多の海賊を吸収し広東・福建最大の海賊として名をはせるようになり、1566年から1567年にかけての頃、いわゆる後期倭寇の最大勢力として盛んに活動した。
しかし、海賊としての名声のために、ほどなく明朝政府から目をつけられるようになった林道乾は、安全を求めて海を南下し始めた。1578年頃にマレー半島のプロコンドールに上陸し、しばらく滞在した後パタニへ移住した。そのときのパタニ王国の女王ラージャ・ビルは海賊として早々の経験が豊富な林道乾を迎え入れ、敵対していたアユタヤ王朝との戦争を意識して、大砲の制作を命じた。このとき、林道乾は道乾をもじってトック・カヤン（Tok Kayan、カヤン卿の意）というマレー名を戴いている。大砲の制作は数ヶ月かかりやっと大型のもの2台、小型のもの1台が完成した。この大砲は現在でも残っている（詳しくは、パッターニー県#県章を参照のこと）。
大砲制作の後、林道乾はイスラム教（イスラーム）に改宗、パタニの湾港の管理官を任されるようになった。この職務により彼は莫大な富をためることに成功し、その金を投入してマスジド・クルーセと呼ばれるモスクを完成させた。
現在でも、林道乾の成功譚はパッターニーに在住する華僑に英雄視されている。